# Ernest Bokroš
Ernest Bokroš (* 25. srpna 1959 v Karviné), je česko-slovenský hokejový trenér a bývalý československý lední hokejista.
Je ženatý a má dva syny Lukáše a Tomáše, kteří svůj život rovněž spojili s hokejem. Bydlí v Trenčíně. Mezi jeho zájmy patří tenis, příroda a procházky se psem.

## Trenérská kariéra
Byl asistent trenéra reprezentace Slovenska, která vyhrála MS 2002 ve švédském Goteborgu, získal extraligové mistrovské tituly se Zvolenem, Slovanem Bratislava, třikrát triumfoval s juniory Trenčína.
V ČR dovedl jako trenér v sezoně 2003/2004 k titulu tým HC Hamé Zlín.
V červnu 2011 se stal trenérem slovenského týmu do 18 let a v listopadu téhož roku trenérem slovenské hokejové reprezentace do 20 let. Na Mistrovství světa U20 2015 v Kanadě vštípil týmu svůj charakteristický defenzivní styl, což slavilo úspěch. Jeho svěřenci získali bronzové medaile po kvalitním výkonu na tomto turnaji. Ve čtvrtfinále porazili ČR, v semifinále prohráli s Kanadou a v boji o třetí místo zdolali Švédy.